# Discurso sobre o Método

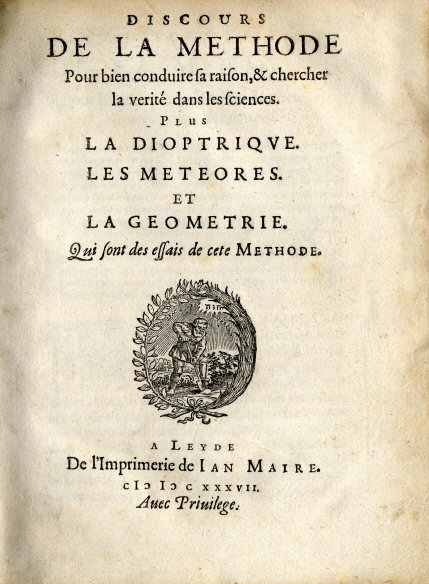
Folha de Rosto da primeira edição do Discurso sobre o método, de 1637.

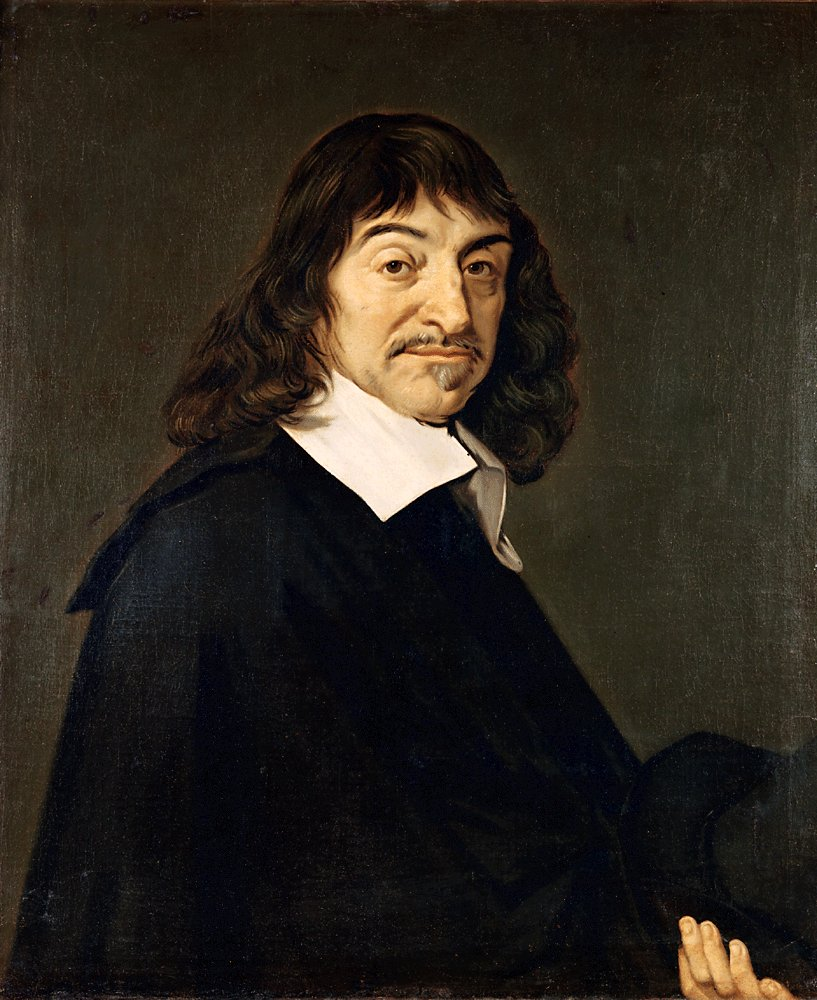
René Descartes, filósofo francês e autor do Discurso sobre o método.

O Discurso sobre o método, por vezes traduzido como Discurso do método, ou ainda Discurso sobre o método para bem conduzir a razão na busca da verdade dentro da ciência (em francês, Discours de la méthode pour bien conduire sa raison, et chercher la vérité dans les sciences), é um tratado matemático e filosófico de René Descartes, publicado em Leiden, Holanda, em 1637. Inicialmente apareceu junto a outros trabalhos seus, Dioptrique, Météores e Géométrie. Uma tradução para o latim foi produzida em 1656 e publicada em Amsterdam.
Constitui, ao lado de Meditações sobre filosofia primeira (Meditationes de prima philosophia), Princípios de filosofia e Regras para a direção do espírito (Regulae ad directionem ingenii), a base da epistemologia do filósofo, sistema que passou a ser conhecido como cartesianismo. O Discurso propõe um modelo quase matemático para conduzir o pensamento humano, uma vez que a matemática tem por característica a certeza, a ausência de dúvidas. De acordo com o próprio Descartes, parte da inspiração de seu método (descrito nesse tratado) deveu-se a três sonhos ocorridos na noite de 10 para 11 de novembro de 1619: nestes sonhos lhe havia ocorrido "a ideia de um método universal para encontrar a verdade".
Discurso sobre o método foi escrito em vernáculo (os textos filosóficos costumavam ser escritos em latim), de maneira não-doutrinária, pois Descartes tentou popularizar ao máximo os conceitos ali expressos e de maneira não impositiva, porém compartilhada. Em toda a obra permeia a autoridade da razão, conceito banal para o homem moderno, mas um tanto novo para o homem medieval (muito mais acostumado à autoridade eclesiástica). A autoridade dos sentidos (ou seja, as percepções do mundo) também é particularmente rejeitada; o conhecimento significativo, segundo o tratado, só pode ser atingido pela razão, abstraindo-se a distração dos sentidos. Uma das mais conhecidas frases do Discurso é Je pense, donc je suis (citada frequentemente em latim, cogito ergo sum; penso, logo sou): o ato de duvidar como indubitável, e as evidências de "pensar" e "ser" ligadas. (A forma "penso, logo existo", popularizada por algumas traduções da obra, não é a mais correta, uma vez que identifica o ser com o existir, conceitos diferentes no cartesianismo).
Além dessa conclusão, Descartes também apresenta argumentos em favor da existência de Deus, especifica critérios para a boa condução da razão e faz algumas demonstrações.

## Divisão e conteúdo da obra
O Discurso está dividido em seis partes, e possui uma breve introdução. Nela, Descartes já enfatiza a divisão do livro e explica o que o leitor encontrará em cada uma das seis partes:
Na primeira, diversas considerações sobre a ciência. Em linhas gerais, o autor faz uma síntese de toda sua educação, das disciplinas auferidas no colégio, dos livros que teve oportunidade de ler fazendo algumas críticas sobre o que estudou e aprendeu. Já enfadado de tudo, resolve abandonar os estudos e buscar conhecimento nas próprias entranhas do mundo, viajando e conhecendo pessoas. Na realidade, sua intenção era apresentar um método (criado e seguido por ele) que conduzisse a razão do indivíduo em busca do que era verdadeiro, ou seja, o seu desígnio não era ensinar nesta obra "o método que cada qual deve seguir para bem conduzir sua razão, mas apenas mostrar de que maneira me esforcei para conduzir a minha."
A segunda parte cuida das principais regras para a prática científica. O autor apresenta argumentos necessários, ao seu parecer, que será utilizado para discernir entre o verdadeiro e o falso. Entende que está mais próximo de ser verdadeiro o simples raciocinar de um homem de bom senso a respeito das coisas do mundo do que a ciência que está contida em livros que reúnem opiniões diversas de várias pessoas. Assim, Descartes entende que somos como um edifício projetado desde a infância por muitos arquitetos. Seguindo esse raciocínio, conclui que se usássemos do raciocínio desde criança, o nosso relacionamento com o mundo poderia ser bem diferente do que se tem. Deste modo, na busca de alicerçar o seu próprio pensar, Descartes cria quatro preceitos lógicos: 
1º) jamais acolher alguma coisa como verdadeira que eu não conhecesse evidentemente como tal, isto é, de evitar cuidadosamente a precipitação e a prevenção;
2º) dividir cada uma das dificuldades que eu examinar em tantas parcelas quantas possíveis e necessárias fossem para melhor resolvê-las;
3º) conduzir, por ordem, meus pensamentos, começando pelos objetos mais simples e mais fáceis de conhecer, para subir, pouco a pouco, como por degraus, até o conhecimento dos mais compostos; e 

4º) fazer, em toda parte, enumerações tão completas e revisões tão gerais que eu tivesse a certeza de nada omitir.
Com estes preceitos, Descartes mostra quão desconfiado era em relação a tudo que lhe foi ensinado. Assim, seria preferível rejeitar todas as opiniões para posteriormente readmiti-las. E os preceitos metodológicos seriam os fios condutores que prestariam auxílio à busca do que é verdadeiro. Descartes vai seguir o método da dúvida; isso a tal ponto que ele vai dizer que nossos sentidos às vezes nos enganam. No "Discurso do Método", ele não chega a mencionar o famoso “gênio maligno”, como o faz em suas "Meditações"; no entanto, aqui também ele resolve fingir que todas as coisas que entraram em seu espírito não passam de ilusões. O filósofo, então, colocando tudo em dúvida, ao menos tem a certeza de que ele é alguma coisa. Então a verdade que penso, logo existo é uma verdade que Descartes diz que nem os mais céticos podem abalar, por isso faz desse princípio o início da sua filosofia. Ele também não duvida que seja composto de uma alma e que ela é totalmente distinta do corpo. Nesse ponto, Descartes se afasta da filosofia escolástica, para a qual a alma está unida ao corpo sem cair nesse tipo de dualismo cartesiano. Adiante, Descartes diz que também não podemos duvidar da existência de um Ser perfeito, por isso podemos ter certeza da existência de Deus.
Na terceira parte da obra, está a moral provisória que Descartes definiu para si mesmo. Descartes formulará suas máximas. Diz ele que são necessárias, pois, se vai reconstruir o seu próprio juízo, retirando deles velhas opiniões e crenças ultrapassadas, deverá imprimir em si uma postura provisória, uma moral provisória. Dividiu-nas em: 
1ª – obedecer às leis e aos costumes de meu país, retendo constantemente a religião em que Deus me concedeu a graça de ser instruído desde a infância, e governando-me em tudo o mais;
2ª – ser o mais firme e o mais resoluto possível em minhas ações, e em não seguir menos constantemente do que se fossem muito seguras as opiniões mais duvidosas, sempre que eu me tivesse decidido a tanto;
3ª – procurar, antes, vencer sempre a mim mesmo do que à fortuna, e de antes modificar os meus desejos do que a ordem do mundo; e, em geral, a de acostumar-me a crer que nada há que esteja inteiramente em nosso poder, exceto nossos pensamentos;

4ª – passar em revista as diversas ocupações que os homens exercem nesta vida, para procurar escolher a melhor.
Na quarta parte do discurso, que é um resumo das "Meditações metafísicas", Descartes pretende provar a existência de Deus e da alma humana, estabelecendo, com essas provas, os fundamentos de sua metafísica. No primeiro parágrafo desse texto, o filósofo diz o seguinte: "Julguei necessário fazer o contrário (do que fiz em relação a moral) e rejeitar, como absolutamente falso, tudo o que pudesse ser objeto da menor dúvida, a fim de verificar se, depois disso, não me restava, em minha certeza, alguma coisa totalmente indubitável". Observa, em seguida, que os sentidos nos enganam e nos fazem perceber coisas, não como realmente são, mas como nos parecem ser. Mas, diz então Descartes, "ao pensar que tudo era falso, era necessário que, eu que pensava, fosse alguma coisa; e observando que essa verdade: 'Penso, logo existo' era tão firme e tão certa, que todas as mais extravagantes suposições dos céticos não eram capazes de abalá-la, julguei que poderia recebê-la como o primeiro princípio da filosofia que eu procurava". Descartes ficou sabendo, assim, que era "uma substância cuja essência, ou natureza, consiste em pensar" e que "para ser, não precisa de lugar algum, nem depende de coisa alguma material". Em consequência, o eu, a alma, que permite ao filósofo ser o que é, um pensador, é inteiramente distinta do corpo, cujo conhecimento é mais fácil que o do corpo, pois mesmo que deixasse de existir, a alma não deixaria de ser o que é. Conclui, então, que, assim como o mais perfeito não pode ser consequência do menos perfeito, e, nada poder provir, tal ideia, do ser perfeito, ou da perfeição do ser, só pode ter sido posta em nós por uma natureza mais perfeita do que a nossa, e que inclui todas as perfeições, quer dizer, Deus. Em consequência, conclui: "[...] é para mim tão certo que Deus, que é esse ser perfeito, é ou existe, quão certa poderia ser qualquer demonstração da geometria". A regra, de acordo com a qual as coisas concebidas clara e distintamente são todas verdadeiras, só pode ser garantida pela existência de Deus, ser perfeito, do qual recebemos tudo o que se acha em nós;
Na quinta parte, Descartes faz algumas aplicações do método a questões físicas e relativas à medicina; também as particularidades da alma humana. Nesta parte está a ordem das questões de física que investigou, e, particularmente, a explicação do movimento do coração e algumas outras dificuldades que concernem à Medicina, e depois a diferença que há entre nossa alma e a dos animais. E, na última, que coisas crê necessárias para ir mais adiante do que foi na pesquisa da natureza e que razões o levaram a escrever. Na quinta parte do Discurso, Descartes faz um resumo de sua física deduzida de sua metafísica. Após reiterar a tese da independência da alma em relação ao corpo, pois sua natureza consiste no pensamento, e supondo que Deus a tenha criado, acrescentando-a ao corpo, Descartes, em várias páginas do texto, faz uma minuciosa descrição do coração e da circulação do sangue no corpo humano;
Na sexta parte, estão apontadas as razões que o levaram a escrever o tratado e aquilo que Descartes acredita ser essencial para o progresso do conhecimento. Esta última parte do Discurso trata de vários assuntos. Um aspecto importante na filosofia de Descartes é sua concepção de homem em dualidade corpo-espírito. O universo consiste de duas diferentes substâncias: as mentes, ou substância pensante, e a matéria, a última sendo basicamente quantitativa, teoricamente explicável em leis científicas e fórmulas matemáticas. Enfim, o importante e o que constitui o preceito metodológico básico apontado no "Discurso do Método" é que só se considera verdadeiro o que for evidente, ou seja, o que for intuível com clareza e precisão.

## Os quatro preceitos
O método de raciocínio proposto por Descartes no Discurso compõe-se de quatro partes distintas, sintetizadas na passagem seguinte:
"Le premier étoit de ne recevoir jamais aucune chose pour vraie que je ne la connusse évidemment être telle; c'est-à-dire, d'éviter soigneusement la précipitation et la prévention, et de ne comprendre rien de plus en mes jugements que ce qui se présenteroit si clairement et si distinctement à mon esprit, que je n'eusse aucune occasion de le mettre en doute.
Le second, de diviser chacune des difficultés que j'examinerais, en autant de parcelles qu'il se pourroit, et qu'il seroit requis pour les mieux résoudre. Le troisième, de conduire par ordre mes pensées, en commençant par les objets les plus simples et les plus aisés à connoître, pour monter peu à peu comme par degrés jusques à la connoissance des plus composés, et supposant même de l'ordre entre ceux qui ne se précèdent point naturellement les uns les autres.
Et le dernier, de taire partout des dénombrements si entiers et des revues si générales, que je fusse assuré de ne rien omettre." (Discurso, parte 2)

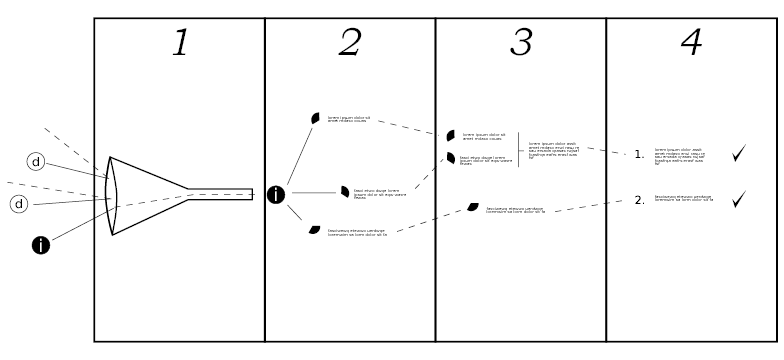
O método cartesiano. No preceito ou passo 1, as coisas indubitáveis (círculos marcados com i) passam por um "funil", que impede a passagem de coisas que tragam dúvidas (d). No passo 2, as coisas são analisadas, ou seja, divididas para melhor compreensão; no passo 3, procede-se a síntese, ou agrupamento em graus de complexidade crescente. No último passo, as conclusões são ordenadas e classificadas.

De maneira simplificada, são os seguintes passos ou preceitos:
1. Receber escrupulosamente as informações, examinando sua racionalidade e sua justificação. Verificar a verdade, a boa procedência daquilo que se investiga – aceitar o que seja indubitável, apenas. Esse passo relaciona-se muito ao cepticismo;
2. Análise, ou divisão do assunto em tantas partes quanto possível e necessário;
3. Síntese, ou elaboração progressiva de conclusões abrangentes e ordenadas a partir de objetos mais simples e fáceis até os mais complexos e difíceis;
4. Enumerar e revisar minuciosamente as conclusões, garantindo que nada seja omitido e que a coerência geral exista.

Estas operações reconstituiriam as três operações elementares da mente humana, a indução (que consiste em captar realidades mínimas), a dedução (agrupar observações e inferir resultados) e a enumeração (acompanhada da revisão e reelaboração de conceitos).
Estes preceitos são colocados em alegoria com a demolição de uma casa (o antigo método de pensamento que Descartes empregava) e a construção de um edifício seguro (o novo Método). A metáfora da construção pode ser encontrada, por exemplo, na afirmação acerca da utilidade da dúvida hiperbólica (que não seria simplesmente o duvidar por duvidar):
"Non que j'imitasse pour cela les sceptiques, qui ne doutent que pour douter, et affectent d'être toujours irrésolus; car, au contraire, tout mon dessein ne tendoit qu'à m'assurer, et à rejeter la terre mouvante et le sable pour trouver le roc ou l'argile." (Discurso, parte 3)
("Não que eu imitasse os cépticos, que duvidam apenas por duvidar, e ostentam apenas manter-se em irresolução; pois, ao contrário, todo o meu projeto era simplesmente firmar-me na certeza, e rejeitar a terra e areia instável em prol de colocar-me em rocha ou argila.")
A inspiração, por sua vez, vinha da geometria, na qual partia-se de conceitos simples para descrever progressivamente entidades mais complexas:
"Ces longues chaînes de raisons, toutes simples et faciles, dont les géomètres ont coutume de se servir pour parvenir à leurs plus difficiles démonstrations, m'avoient donné occasion de m'imaginer que toutes les choses qui peuvent tomber sous la connoissance des hommes s'entresuivent en même façon[…]" (Discurso, parte 4)
("Estas longas cadeias de razão, todas simples e fáceis, sobre as quais os geômetras costumam se servir para chegar às mais difíceis demonstrações, me levaram a imaginar que todas as coisas que podem penetrar na consciência dos homens são ligadas da mesma maneira […]")

## A moral provisória cartesiana
A terceira parte do discurso do método é destinada, de maneira geral, à apresentação da moral provisória. Este conceito consiste em 4 máximas estabelecidas por Descartes para melhor conduzir suas ações sem hesitar, além de ajudá-lo a viver sendo o mais feliz possível. Em suas palavras:
"(...) para não hesitar em minhas ações, enquanto a razão me obrigasse a fazê-lo, em meus juízos, e a fim de continuar a viver desde então de maneira mais feliz possível, concebi para mim mesmo uma moral provisória, que consistia em três ou quatro máximas que eu quero vos anunciar" (Discurso do método, terceira parte)

### Primeira Regra da moral provisória
A primeira máxima que Descartes estabelece para si consiste em duas premissas: manter-se fiel aos costumes e leis de seu país, bem como à sua religião, que lhe foram apresentados desde sua infância; mas principalmente conduzir-se pelas opiniões mais moderadas e não cercadas de excessos, isto é, seguir uma linha mais apolínea de pensamento, baseando-se na aceitação dessas opiniões pelos homens mais sensatos, uma vez que ele queria submeter suas próprias opiniões a uma análise.
Vale ressaltar que Descartes reconhece a possibilidade de haverem homens sensatos em outras regiões do mundo, como China e Pérsia, entretanto, ele prefere ser orientado por aqueles que estavam à sua volta, pois era com estes que teria de viver. Ainda sobre estes homens, Descartes deixa claro que deve se levar mais em conta suas práticas e ações do que as coisas que diziam. Isto porque muitas vezes, devido à corrupção dos costumes, as pessoas não dizem tudo o que pensam; e também porque sofrem com uma confusão entre as ações do pensamento, ou seja, por vezes pensam em algo sem se dar conta e por vezes acham que pensam de um jeito, porém se enganam, devido ao fato de que a ação do pensamento, pelo qual se acredita em algo, difere daquela pela qual se sabe que acredita.
Além disso, o filósofo explica sua escolha pelas opiniões moderadas devido ao fato de essas serem mais confortáveis para as práticas e por serem melhores, se levar em conta que todos os excessos costumam ser maus. Entre os excessos, estão especialmente as promessas que podem de alguma forma afrontar a liberdade; Isto porque Descartes não enxerga nada que ficasse sempre no mesmo estado, e como ele visava aperfeiçoar seus juízos, estaria cometendo um erro se tivesse que considerar uma coisa como boa mesmo depois de reconhecê-la como sendo o contrário, seja devido ao reconhecimento de um engano, no momento em que a definiu como verdadeira, ou a uma mudança na coisa em questão.

### Segunda regra da moral provisória
Dada a primeira máxima, o filósofo francês estabelece a segunda, que consiste em ter firmeza e ser o mais decidido possível na realização de suas ações, seguindo as opiniões mais duvidosas somente após ele considerá-las muito seguras, isto é, uma vez que a opinião duvidosa fosse esclarecida e passasse a ser segura, ele a seguiria decididamente. Para esclarecer a segunda máxima, Descartes faz uso da metáfora dos viajantes perdidos na floresta:
"Imitava nisso os viajantes que, estando perdidos numa floresta, não devem ficar dando voltas, ora para um lado, ora para outro, menos ainda permanecer num local, mas caminhar sempre o mais reto possível para um mesmo lado, e não mudá-lo por quaisquer motivos, ainda que no início só o acaso talvez haja definido sua escolha: pois, por este método, se não vão exatamente aonde desejam, ao menos chegarão a algum lugar onde provavelmente estarão melhor do que no meio de uma floresta" (Discurso do método, terceira parte)
Descartes também cogita a hipótese de não ser capaz de definir qual opinião é a mais verdadeira. A solução para tal hipótese é de que se deve seguir as opiniões mais prováveis, ou seja, que tenham maior probabilidade de serem verdadeiras. Se ainda assim as opiniões parecerem igualmente prováveis, deve-se seguir algumas delas do mesmo jeito, e depois deixar de considerá-las como duvidosas na medida em que se relacionam com a prática, pois a razão que o conduziu a uma opinião também pode ser dita verdadeira.

### Terceira regra da moral provisória
De maneira geral, a terceira máxima diz respeito ao controle dos desejos. Descartes queria habituar-se à ideia de que, com exceção de seus pensamentos, nada estava ao seu poder. Desse modo, ele busca se contentar com o que lhe é possível, pois considera que, após fazer seu melhor em relação às coisas que lhe são exteriores, tudo aquilo em que não obteve sucesso é impossível, em relação a sua pessoa. Neste caso, Descartes ficaria impossibilitado de desejar aquilo que não pode alcançar, tornando-se contente com o que já possui. O filósofo entende que isso se dá pelo fato de que nossa vontade tem uma tendência natural a buscar aquilo que nosso entendimento faz parecer possível. Assim sendo, se considerarmos inatingíveis pelo nosso poder tudo que nos é exterior, não sentiremos mais falta dessas coisas. Ele apresenta alguns exemplos:
"(...) é certo que, se considerarmos igualmente afastados de nosso poder todos os bens que se encontram fora de nós, não deploraremos mais a falta daqueles que parecem dever-se ao nosso nascimento, quando deles formos privados sem termos culpa, do que deploramos não possuir os remos da China e do México; e que fazendo, como se diz, da necessidade virtude, não desejaremos mais estar sãos, estando doentes, ou estar livres, estando presos, do que desejamos ter agora corpos de uma matéria tão pouco corruptível quanto os diamantes, ou asas para voar como as aves" (Discurso do método, terceira parte)
Entretanto, Descartes admite que seria necessário um grande adestramento e meditação exaustivamente repetida para se adaptar a olhar as coisas desta perspectiva. Ele não cita explicitamente, mas fala de filósofos de outros tempos que seguiram essa perspectiva, em que aceitavam os limites impostos pela natureza e pelo destino, mas através de seus pensamentos se consideravam, com razão, mais ricos, mais felizes e mais livres que outros homens; pois mesmo estes homens sendo mais privilegiados pela natureza e pelo destino, não eram dotados desta filosofia, e por isso eram incapazes de controlar seus desejos e acabavam por almejar coisas que não estavam ao seu alcance, sendo incapazes de se contentar.

### Quarta regra da moral provisória
A quarta e última máxima da moral provisória baseia-se na busca de Descartes pela melhor ocupação entre todas as ocupações dos homens. Após uma revisão de diversas ocupações diferentes, Descartes decide que continuará com a sua atual, em que buscava sempre o cultivo da razão e o máximo progresso possível no conhecimento da verdade, valendo-se do método que ele mesmo determinou.
Descartes diz que algumas razões/motivos o levaram a seguir seu método:
- O primeiro motivo é que este método lhe proporciona o descobrimento de muitas verdades que lhe parecem importantes, mas que são comumente ignoradas pelos homens. Assim, o método em questão lhe trazia uma felicidade e satisfação muito grande;
- A segunda razão que o leva a seguir seu próprio método é de que Deus concedeu a todos uma luz para diferenciar o verdadeiro do falso. Sendo assim, Descartes não deve se satisfazer com as opiniões alheias quando pode utilizar seus próprios juízos para analisá-las;
- Por fim, Descartes diz que só ficaria contente se alcançasse todos os bens que em algum momento estiveram atingíveis, através de um caminho que fosse de acordo com seu método. Só assim, teria a segurança de ter adquirido todos os conhecimentos de que fosse capaz.

Após anunciar todas as máximas, Descartes se mostra preocupado em eliminar livremente todas as suas opiniões restantes. Além disso, ele diz que pretendia estar melhor ao fim desta tarefa conversando com os homens e usou isto como justificativa para as diversas viagens que realizou em seguida. Em outras palavras, ele viajou pelos próximos nove anos aplicando seu método e refletindo sobre cada matéria particularmente, visando livrar-se de qualquer equívoco instalado em seu espírito.
Para explicar seu enriquecimento intelectual, por assim dizer, Descartes dizia conseguir extrair até das proposições mais duvidosas algum tipo de conclusão concreta. Isto lhe proporciona um enriquecimento de conclusões que ele explica através da comparação com a demolição de uma casa:
"E, da mesma maneira que ocorre ao demolir uma velha casa, conservam-se comumente os entulhos para serem utilizados na construção de outra nova, assim, ao destruir todas as minhas opiniões que julgava mal alicerçadas, fazia diversas observações e adquiria muitas experiências, que me serviram mais tarde para estabelecer outras mais corretas." (Discurso do método, terceira parte)
Ao final da terceira parte da obra, Descartes diz que continuará sua busca pelo conhecimento da verdade e explica sua escolha de morar em um local onde pudesse estar mais solitário e isolado. A razão de fazer essa escolha se deu pela reputação que conferiam a ele, que constava na valorização de sua busca por melhores fundamentos filosóficos; ao se deparar com essa reputação, ele tem algumas objeções sobre em que ela se baseava, mas estava decidido a ser merecedor dela, e para isso decidiu se distanciar de lugares onde tivesse pessoas conhecidas, e mudou-se para o território que hoje faz parte da Holanda. Fez essa escolha porque o país já havia vivenciado guerras e estava em um momento de paz estabelecida, com um exército que, segundo ele, apenas servia para que os cidadãos desfrutassem da paz com mais segurança.

## A prova ontológica (cogito ergo sum)
Na quarta parte do Discurso Descartes realiza a prova ontológica, ou seja, a prova da existência do ser e também a prova da existência de Deus.
Aplicando o método a si mesmo, Descartes confronta o próprio raciocínio. Ele argumenta que, embora a mente possa tanto raciocinar sobre coisas reais quanto sobre coisas de sonhos, enquanto acordado ou dormindo respectivamente, ele não pode, ao refletir sobre a veracidade desses pensamentos, negar que esteja pensando; e como sujeito pensante, conclui que é seguro supor a própria existência:
"Mais aussitôt après je pris garde que, pendant que je voulois ainsi penser que tout étoit faux, il falloit nécessairement que moi qui le pensois fusse quelque chose; et remarquant que cette vérité, je pense, donc je suit, étoit si ferme et si assurée, que (…) je jugeai que je pouvois la recevoir sans scrupule pour le premier principe de la philosophie que je cherchois." (Discurso, parte 4)
("Mas imediatamente que eu observava isso, que os pensamentos de sonho se confundem com a realidade, ainda assim eu desejava pensar que tudo era falso, era absolutamente necessário que eu, quem pensa, seja algo; e enquanto eu observava que isso é verdadeiro, eu penso, logo existo, era tão certo e tão evidente que (…) eu aceitei este como primeiro princípio de filosofia, que eu estava refletindo.")
Consoante, qualquer esforço para duvidar de sua própria existência era uma ocorrência de pensamento, e essa ocorrência exigia um sujeito pensante, ainda que mínimo. Eis portanto a prova da existência de mim mesmo.
É preciso notar ainda que não é qualquer ato do eu que determina a existência. Um andar não provaria essa existência, uma vez que andar pode trazer a dúvida da existência das próprias pernas; somente um pensamento (seja ela uma dúvida, um desejo, uma afirmação, uma sensação ou similares) é indubitável e portanto adequa-se ao Método. Somente o pensamento, quando percebido, garante a existência do eu.

### Existência de Deus
A existência de Deus é "provada" porque, existindo a razão e o pensamento, é preciso haver um fiador dessa razão e desse pensamento, algo que lhe dê coerência. Pela razão, existe Deus - como se Deus não fosse precisar de um fiador para si próprio. Trata-se da retomada do pensamento de Aristóteles, do noesis noeseos (pensamento do pensamento), ou o "motor imóvel". Além disso, Descartes demonstra que as ideias de perfeito, infinito e similares, são tão transcendentes a ele, ser imperfeito e finito, que é preciso haver algo de onde essa ideia venha, que não o próprio ser pensante:
"Ensuite de quoi, faisant réflexion sur ce que je doutois, et que par conséquent mon être n'étoit pas tout parfait, car je voyois clairement que c'étoit une plus grande perfection de connoître, que de douter, je m'avisai de chercher d'où j'avois appris à penser à quelque chose de plus parfait que je n'étois; et je connus évidemment que ce devoit être de quelque nature qui fût en effet plus parfaite. (…) C'est à dire, pour m'expliquer en un mot, qui fût Dieu." (Discurso, parte 4)
("A seguir, fazendo a reflexão sobre o fato de que eu duvido, e que por conseguinte meu ser não era absolutamente perfeito, porque eu via claramente que era perfeição maior conhecer do que duvidar, eu percebi que dessa reflexão concluía a existência de algo mais perfeito que eu era; e eu claramente percebi que essa percepção vinha de uma natureza que era de fato mais perfeita [que a minha]. (…) Para ser dito em uma palavra, que era Deus.")
Alguns dizem que Descartes incluiu a prova da existência de Deus apenas para satisfazer os censores do período.[carece de fontes?] Os seguidores de Descartes logo perceberam que a dúvida metódica também poderia aplicar-se a Deus; de fato, a prova da existência de Deus é uma das partes mais fracas da argumentação de Descartes. Nas Meditações, Descartes também argumentará a existência de Deus através da suposição de que o pensamento de Deus contém também sua existência; o pensamento que contém o próprio pensado, mas todo esse argumento pode ser facilmente vencido pela causa/efeito, o que domina toda a razão.
Outros dizem não tão plausivelmente, que a relação causa e efeito só pode ser quebrada por um ser perfeito, sobrenatural, portanto Deus, tornando o argumento logicamente perfeito, e ainda, de forma atualmente aceita como incorreta, que sua existência seria fortalecida por evidências naturais apontadas pela ciência, Relatividade Geral, Termodinâmica, Lei da Causalidade, Teoria do Big Bang ou evidências metafisicas apontadas pela razão.

#### A questão à luz da ciência moderna
De fato tem-se em vista da compreensão moderna que evidências naturais não corroboram existências de entidades sobrenaturais. Encaremos a questão à luz da razão. Visto ser a causalidade uma lei do nosso universo, qual seria o sentido da pergunta “qual a causa do nosso universo”?, ou equivalente, “qual a causa do Big Bang?”? É certo que o simples fato de colocar-se tal pergunta como aceitável logicamente implica a validade de se importar do nosso universo para o que chamar-se-á aqui de “pré-universo” - onde encontrar-se-ia a causa do nosso universo, a causa da singularidade do Big Bang - a validade da causalidade, deixando-se bem claro que cientificamente, do último, não sabe-se absolutamente nada acerca das leis que lá vigorariam uma vez admitida sua existência, podendo em princípio serem essas completamente distintas das que vigoram no nosso universo. Pois eis que surge a resposta teológica lacunar: Deus. Pois eis que vem a pergunta iminente: no pré-universo onde Deus existe como causa do nosso universo, e pelo qual por premissa vale a causalidade, qual a causa de Deus? A resposta obviamente não pode ser a de que Deus não tem causa, pois em um pré-universo onde a lei da causalidade não se aplica, não haveria certamente a necessidade de causa para o nosso próprio universo, o que invalidaria a questão sobre a qual se desenrola o argumento. Em caso contrário, permanece a pergunta "qual a causa de Deus?", e esse não configura-se como a derradeira resposta à questão.
A eternidade de Deus ou atemporalidade do "pré-universo" poderia e já foi cogitada diversas vezes como resposta, contudo também não constitui uma resposta válida, visto que não se conhece em verdade o destino derradeiro do universo. Soluções completamente naturalistas são nesse contexto, embora certamente ainda não científicas, tão plausíveis quanto à associada à transcendentalidade, onipotência e eternidade de Deus: uma possibilidade é a de que o universo oscile entre Big Bangs e Big Crunchs, expandindo-se de um ponto singular a um volume máximo e posteriormente contraindo-se, sob a ação da gravidade, até atingir-se novamente a singularidade, que, por ser singular, isolaria da causalidade os diversos períodos do ciclo eterno, sem contudo hora alguma violá-la. Nesse cenário é óbvia a não necessidade de entes sobrenaturais à explicação, e a causa da existência do universo seria o próprio universo. A afirmação de que o universo provém do “nada” mostrar-se assim naturalmente descabida, ao menos frente a tal contexto, portanto.
De certo é pois que a existência do Universo não corrobora a existência de um projetista onipotente para o mesmo, sendo essa a falha central da proposta moderna conhecida por “desenho inteligente” e de sua “complexidade irredutível”. Da mesma forma que não é viável via lógica demonstrar-se a inexistência dos deuses ou entes transcendentais valendo-se para tal de fatos naturais atrelados ao nosso universo, qualquer tentativa de se usar os mesmos fatos para corroborar a existência de quaisquer entidades transcendentais onipotentes não passa de mero imbróglio tautológico. A definição de Deus conforme proferida pelos teístas faz-se por declaração não testável frente aos fatos naturais presentes em nosso universo, e é por tal que Deus não pertence ao escopo da ciência.
Se outrora a contradiziam, os teólogos de hoje alegam que a ordem e a inexorabilidade das leis naturais do universo são evidências para a existência de Deus. Contudo não percebem que justamente a existência de tais leis universais inexoráveis são a mais pura evidências que implicam a não necessidade da existência de Deus ou deuses como causa primordial. É certo que essas contudo também não negam a existência desse(s).

## Aplicação do método nas ciências
Descartes mostra, no penúltimo capítulo do Discurso, a aplicação prática do método a algumas questões científicas. Entre elas, destaca-se a descrição dos animais não-humanos como máquinas orgânicas complexas, marca do mecanicismo atribuído a Descartes.
De fato, Descartes afirma que vários dos comportamentos do próprio ser humano são passíveis de explicações mecânicas. O que diferenciaria o ser humano dos demais animais seria a capacidade de responder criativamente ao meio, em especial através da linguagem. Trata-se de uma antecipação do famoso teste de Turing, usado para determinar a existência de inteligência com base na capacidade criativa de algo ou alguém.
O Método, em seu aspecto de dividir, ordenar e classificar, é a base de muitos conceitos científicos que vieram a ser desenvolvidos nos anos subsequentes, de grande importância para a humanidade: o sistema de coordenadas cartesiano, o cálculo, a geometria analítica e a disposição estatística em histogramas.
A grande contribuição (para alguns, desastrosa) de Descartes para a ciência moderna está, efetivamente, na descaracterização de um mundo enquanto qualitativo e sua redução a um mundo puramente quantitativo. No Discurso, concluiu-se que Deus existe, assim como o eu pensante ou alma (res cogitans) e a matéria ou extensão (res extensa, isto é, o corpo - esta concessão ao realismo trouxe muitos problemas ao idealismo); tudo mais deve ser expresso em termos destas existências. O avanço da ciência em bases quantitativas levou ao abandono do mundo do "mais ou menos", e se não trouxe a derradeira resposta a tais questões, ao menos descartou-as como implicações científicas válidas perante o método científico, contudo.

### ODiscurso do Métodoe a Quarta Parte
Introdução
O Discurso do método de Descartes baseia-se na sua busca pela verdade de forma gradativa elevando pouco a pouco até o mais alto nível de conhecimento. O discurso visa mostrar quais os caminhos seguidos pelo filósofo para que todos possam julgar, sem o propósito de instruir como cada um deve fazer para bem conduzir sua razão, mas sim, mostrar como ele próprio o conduziu e se esforçou para a sua. Especificamente, na Quarta Parte do Discurso, considerada uma das mais importantes, Descartes irá formular narrativamente passo a passo de todo o seu caminho metódico em sua busca da verdade e explicar a todos como chegou até o que ele considerou como mais alto nível de conhecimento. Descartes decidiu não mais procurar outra ciência além daquela que poderia encontrar em si, reformando todos os seus próprios pensamentos a partir de si mesmo. O filósofo se baseia em quatro regras para seguir a busca: 
- A primeira, de nunca aceitar algo como verdadeiro sem que reconhecesse claramente como tal;
- A segunda, analisar cada uma das evidências, dividindo em muitas parcelas possíveis para melhor solucioná-las; A terceira, a de pôr em ordem os pensamentos, buscando começar pelas ideias mais simples e fáceis de conhecer, para elevar-se pouco a pouco ao conhecimento mais composto;
- E, por último, realizar uma revisão completa para ter certeza de que não estivesse omitindo nada.

Quarta Parte do Discurso
Na Quarta Parte do Discurso do método, Descartes se coloca em disposição de explicar passo a passo de suas meditações a fim de demonstrar como chegou a verdade.
O filósofo visa apresentar qual o seu caminho para solucionar seus questionamentos e dúvidas. Dessa forma, ele narra sua vida pessoal, a metafísica e o método científico. Sua forma pessoal de chegar a verdade, através de seu próprio método, o método da dúvida, não tem como objetivo ser um modelo, mas apenas uma autobiografia intelectual que demonstra seu percurso para evitar a ilusão e encontrar a verdade.
A quarta parte do discurso, dentre elas a mais importante, é um resumo das Meditações Metafísicas, em que Descartes pretende provar a existência de Deus e da alma humana, estabelecendo os fundamentos de sua metafísica.
Explicação de Descartes para seu método a partir da Quarta Parte e a comprovação da existência de Deus
Inicialmente, Descartes explica que, pelo fato dele ter se dedicado apenas a busca da verdade, achou que deveria agir rejeitando como falso tudo aquilo que pudesse se supor como duvidoso, com o intuito de ver se, depois disso, não restaria algo que fosse completamente incontestável. Sendo assim, Descartes narra na quarta parte do discurso cada passo de como fez para realizar sua investigação sobre a verdade, a partir de seu próprio método, em que começou por rejeitar tudo aquilo que pudesse se supor a menor dúvida como falso, rejeitando os sentidos, pois percebeu que eles também poderiam nos enganar, como por exemplo quando estamos dormindo podemos ver e imaginar outros astros e outra Terra sem que seja verdade necessariamente.
No Discurso do Método, Descartes não menciona o "gênio maligno" como faz em suas Meditações, no entanto, parte do mesmo princípio para afirmar que todas as coisas externas ao nosso espírito não são verdadeiras e sim ilusórias. Apesar de colocar tudo externo ao espírito como duvidoso, afirma necessariamente sua própria existência, pois ao pensar ele tem certeza de que é alguma coisa. Então, a verdade "Penso, logo existo" é se torna o princípio de sua filosofia. Além disso, o filósofo não tem dúvida em relação a dualidade entre corpo e alma. Para ele, a alma é completamente distinta do corpo.
Adiante, Descartes também irá afirmar de forma racional a existência necessária de Deus que, para o filósofo, não há dúvidas em relação a este fato. As pessoas que tem dificuldades em reconhecer isso, segundo Descartes, se dá por elas não elevarem seu espírito além de seus sentidos, por isso tudo o que não é imaginável não parece ter sentido.
Descartes, ao duvidar de si mesmo, percebe que não é um ser perfeito pois afirma que um ser perfeito possui a sabedoria total e não duvida, levando portanto à certeza da existência de Deus.
Conclusão
Na Quarta Parte do Discurso, portanto, Descartes procura estabelecer com essas provas os fundamentos de sua metafísica. Dessa forma, Descartes abre as portas para a filosofia moderna ao pôr o homem como sua primeira certeza e Deus como segunda.